# Kim Khan Zaki
Kim Khan Zaki, soprannominato "Zig Zach", (4 settembre 1982), è un kickboxer, thaiboxer della categoria pesi superwelter e personal trainer singaporiano.

## Biografia
Zig Zach cresce a Singapore, dove non c'era alcuna palestra di thai boxe. Così si arrangia come può, leggendo vari libri sulla cultura del muay thai, cercando video e siti internet riguardanti questo sport; finché non si imbatte in una palestra proprio a Singapore.

### Carriera
Nel 2006, dopo essere arrivato ai quarti di finale al IFMA Amateur World Tournament in Kazakistan, vince il torneo annuale WMC Muay thai against Drugs.
Nel 2007 partecipa al reality show The Contender Asia in qualità di unico concorrente proveniente dal Singapore, isola ospitante tale torneo; ma viene sconfitto al primo turno e, conseguentemente, eliminato dallo svizzero Zidov "Akuma" Dominik.

### Palmarès
- 2006 Campione del WMC Muay Thai Against Drugs[1][2]